# Edmond Mendras
Pour les articles homonymes, voir Mendras.
Edmond Mendras, né le 30 novembre 1882 à Marvejols et mort le 1er août 1964 à Paris, est un général français. Polytechnicien et professeur à l'école supérieure de guerre, il est remarqué pour son travail d'attaché militaire en Union soviétique de 1933 à 1934. Il commande la 47e division d'infanterie pendant la Seconde Guerre mondiale.

## Biographie

### Début de carrière
Entré à l'École polytechnique en 1902, il s'engage en janvier 1904. Il est affecté à l'artillerie à sa sortie en 1905.
De 1927 à 1932, il est professeur à l'école supérieure de guerre.

### Attaché militaire
Russophone et russophile, il est nommé attaché militaire en Union soviétique et rejoint Moscou le 8 avril.
En lien avec le lieutenant-colonel de Lattre de Tassigny puis le général Weygand, il essaie de promouvoir un rapprochement franco-soviétique contre l'Allemagne nazie.

### Commandements de 1934 à 1940
Il commande de 1934 à 1936 le 182e régiment d'artillerie lourde puis est attaché au centre des hautes études militaires. Il commande en 1938-1939 l'école supérieure de guerre.
Le 2 septembre 1939, il prend le commandement de la 47e division d'infanterie, qu'il commande pendant la Bataille de France en mai-juin 1940. Il écrit en 1941 un « rapport sur les renseignements de la guerre ».
Il quitte le service actif en septembre 1942.

### Famille
Il est le père d'Henri Mendras, né en 1927.

## Décorations
À la fin de la Première Guerre mondiale, il est décoré de la croix de guerre 1914-1918, avec une palme, une étoile d'argent et une étoile de bronze (citations à l'ordre de l'armée, de la division et du régiment), de l'ordre de l'Aigle blanc de Serbie et chevalier de la Légion d'honneur.
Il est nommé officier de la Légion d'honneur le 17 décembre 1933 puis commandeur le 22 décembre 1941.

## Publications
- « Remarques sur le vocabulaire de la révolution russe », dans Mélanges publiés en l’honneur de Paul Boyer, Paris , Champion, 1925, p. 257-269.